# Zatsepinomyia intercalaris
Zatsepinomyia intercalaris är en tvåvingeart som beskrevs av Boris Mamaev och Zaitzev 1997. Zatsepinomyia intercalaris ingår i släktet Zatsepinomyia och familjen gallmyggor. Inga underarter finns listade i Catalogue of Life.